# Peter Juznic
Peter Juznic (* 1943) ist ein ehemaliger österreichischer Politiker (SPÖ).
Peter Juznic begann sein Berufsleben nach einer Ausbildung zum Elektromechaniker bei den Wiener Stadtwerken (Wienstrom). Er engagierte sich in der Gewerkschaft und wurde zum Vorsitzenden der Fraktion Sozialdemokratischer Gewerkschafter im Bezirk Wien-Innere Stadt gewählt. Ab 1995 vertrat er die SPÖ als Abgeordneter im Wiener Landtag und Gemeinderat, nach dem Ende der 17. Gesetzgebungsperiode (2005) schied er aus dem Landtag und Gemeinderat aus. Darüber hinaus war Juznic zwischen 1995 und 2008 Vorsitzender der SPÖ Wien-Innere Stadt.